# James Kabarebe
El general James Kabarebe (nascut en 1959) és un militar ruandès que és Ministre de Defensa de Ruanda des de l'abril del 2010. Va servir com comandant de l'Exèrcit Patriòtic Ruandès i va ser estrateg de l'Aliança de les Forces Democràtiques per a l'Alliberament del Congo. El setembre de 2023, James Kabarebe va ser nomenat ministre d'Estat de Cooperació Regional.

## Primers anys i educació
James Kabarabe va néixer el 1959. Assistí a la Universitat Makerere, on va rebre una B.A. en economia i en ciències polítiques. Es va llicenciar en 1989.

## Exèrcit Patriòtic de Ruanda
James Kabarebe era secretari privat i ajudant de camp (ADC) de Paul Kagame. Durant la Guerra Civil ruandesa, es va convertir en Comandant de la Unitat de Alto Comando a Mulindi. Posteriorment, aquesta unitat es va convertir en la Guàrdia Republicana sota el lideratge de Kagame. Segons informacions que es van filtrar del Tribunal Penal Internacional per a Ruanda al periodista i autor Judi Rever, Kabarebe va presidir la massacre de civils hutus a Byumba, al nord de Kigali, a finals d'abril de 1994. Va arribar a l'estadi de Byumba i lloc de la massacre, "parlar amb els seus col·legues militars" i "després que Kabarebe va marxar, el Lt. Masumbuko va donar l'ordre d' 'obrir foc contra el refugiats'", segons informa Revers en el seu llibre de 2018 (In Praise of Blood, p. 79). Va afegir que "la presència de Kabarebe a l'interior de l'estadi ha estat confirmada de forma independent per diverses fonts entrevistades pel tribunal i per mi". (Ibid., Pàg. 79)

## Primera guerra del Congo
Durant la Primera Guerra del Congo, Kabarebe era el comandant d'un exèrcit liderat per Ruanda que es va creuar al Zaire (ara la República Democràtica del Congo) per derrotar els ex FAR i Interahamwe, grups de milícies hutu que havien comès el genocidi ruandès i es dedicaven a ger atacs transfronterers a Ruanda. Aquesta guerra es va estendre al llarg del Zaire. Com a cap d'estratègia militar de l'Aliança de Forces Democràtiques per l'Alliberament del Congo (ADFL) de Laurent-Désiré Kabila, Kabarebe va ajudar a enginyar la captura de Kinshasa, la capital del República Democràtica del Congo, el 17 de maig de 1997, i la derrota de Mobutu Sese Seko. Al final d'aquesta missió, va ser nomenat cap de l'exèrcit congolès per Kabila. No obstant això, el 27 de juliol de 1998, L.D.Kabila es va adonar que l'home era ruandès i el va acomiadar del càrrec.

## Segona Guerra del Congo
En la seva època com a cap d'estat major la 10a Divisió, estacionada a l'est de Congo, va començar a afegir més banyamulenge, banyarwanda i antics membres de les Forces Ruandeses de Defensa que tendien a oposar-se a Kabila. Després del seu acomiadament com a Cap d'Estat Major el juliol de 1998, Kabarebe va aterrar a Kitona (RDC) el 4 d'agost i va transportar a prop de 1.200 soldats de l'EPR. Les seves tropes van avançar ràpidament, i van prendre els principals punts estratègics de Kivu del Nord i del Sud en dos dies. El 6 d'agost es van descriure els motius polítics de la rebel·lió: "Aquesta va ser una lluita dels ruandesos i ugandesos per controlar el Zaire pretès pels banyamulenge, que són ruandeses immigrats al Zaire des de fa molt de temps". No obstant això, les revoltes rebels a Kinshasa es van acabar ràpidament. El 16 d'agost, la rebel·lió va ser anunciada oficialment pel Reagrupament Congolès per la Democràcia.

## Forces de Defensa Ruandeses
L'octubre de 2002 el president Paul Kagame va nomenar James Kabarebe en el càrrec de Cap d'Estat Major de la Defensa de les Forces Ruandeses de Defensa (antigament Exèrcit Patriòtic Ruandès).

## Genocidi/Justícia
Kabarebe és un dels deu oficials ruandesos acusats en 2006 per Jean-Louis Bruguière, un jutge francès, d'haver pres part en el derrocament de l'avió del llavors president Juvénal Habyarimana. El moviment és controvertit, ja que França és acusada d'haver participat també en el genocidi que va matar gairebé un milió de persones. Kabarebe i un altre alt funcionari han negat aquestes acusacions. Kabarebe també és citat al United Nations's Mapping Report sobre el Congo pel genocidi dels congolesos i ruandesos durant la Primera i Segona Guerra del Congo, junt amb Paul Kagame.